# بيل دود (سياسي)
بيل دود هو محامي ولاعب كرة قاعدة وسياسي أمريكي، ولد في 25 نوفمبر 1909 في ليبرتي في الولايات المتحدة، وتوفي في 16 نوفمبر 1991 في باتون روج في الولايات المتحدة. نشط حزبياً في الحزب الديمقراطي. وقد انتخب عضو مجلس نواب لويزيانا ‏ وانتخب نائب حاكم لويزيانا ‏.